# Évaux-les-Bains
Évaux-les-Bains è un comune francese di 1 546 abitanti situato nel dipartimento della Creuse nella regione della Nuova Aquitania.

## Società

### Evoluzione demografica
Abitanti censiti